# Саламандра (ваздухопловна једрилица)
Саламандра је једноседа ваздухопловна једрилица направљена од дрвета и платна, намењена почетној обуци пилота једриличара. Пројектована и изграђена у Пољској од 1936. године као ВВС-1 Саламандра, и поново од 1947. после Другог светског рата, као ИС-А Саламандра.

## Пројектовање и развој
Инжењер Васлав Червински је 1935. године био технички директор Војне једриличарске радионице у Кракову (Wojskowych Warsztatach Szybowcowych), која је имала задатак да направи једрилице за обуку војних пилота. Он се прихватио изазова да конструише лаку и једноставну али поуздану једрилицу која ће да трпи грешке почетника у пилотажи. Једрилица за обуку ВВС-1 "Саламандра" је била прва конструкција летелице овог инжењера. Рад на пројекту је почео 1935. а већ у лето 1936. године почело је тестирање а затим и серијска производња. Једрилица се показала као добра па је до 1939. године направљено око 150 примерака.
После изгубљеног рата, инж. В. Червински је напустио Пољску и преко Француске отишао у Канаду. Тамо је за ДХЦ (Де Хавилланд Канада) 1942. конструисао сличну једрилицу само мањих димензија под називом "врабац" (DH ”Sparrow”). То је била прва једрилица пројектована и направљена у Канади. После тога је за свој рачун и о свом трошку конструисао и направио једрилицу која је добила име "Робин" (”Robin”).
Након завршетка рата на основу једне сакривене и сачуване једрилице ВВС-1 "Саламандра" у Инсатитуту за једриличарство (Instytutu Szybownictwa) је формирана техничка документација на основу које је направљена прва послератна једрилица у Пољској. Она је добила назив ИС-А Саламандра а први лет је обављен 1947. године. После овога настављен је даљи развој једрилице Саламандра који је трајао све до 1956. године када је изашла из производње извозна верзија ове једрилице за Кину. Ова успешна једрилица је произведена у преко 500 примерака свих модела. Поред једноседих једрилица Саламандра направљена је и двоседа варијанта која је додатно олакшавала обуку једриличара почетника. У једну од једрилица Саламандра је уграђен и мотор и тако добијена моторна једрилица названа је Цирус.

### Технички опис
Једрилица Саламандра је једносед мешовите конструкције (дрво и платно) а изведена је као висококрилни моноплан. Предњи део трупа у коме се налази кабина пилота је дрвена конструкција шестоугаоног попречног пресека обложена дрвеном лепенком. До излазне ивице крила кабински део трупа се сужава тако да се труп наставља ка вертикалном стабилизатору у виду две кутијасте греде. Кабина је била отворена са ветробраном од плексигласа. Једрилица је била опремљена најосновнијим инструментима за дневно летење. Као стајни трап овој једрилици је служио дрвени клизач причвршћен амортизерима од тврде гуме. На репу једрилице налазила се еластична дрљача.
Крило аеропрофила Gö 372 је било равно, имало је праву нападну ивицу нормалну на осу једрилице а облик крила је био комбинација средишњи део је био облика правоугаоника а крајеви трапеза који се завршавао заобљеним крајем. Нападна ивица крила је била направљена у облику кутије обложене шпер плочом а остатак крила је био обложен импрегнираним платном. Крила су косим подупирачима (челичне цеви) била ослоњена на труп једрилице а била су опремљена аеродинамичким кочницама. На крајевима крила су били постављени лукови направљени од челичних цеви помоћу којих се крило ослањало на земљу.
Конструкција хоризонталног и вертикалног стабилизатора као и кормила били су изведени као и крило. Хоризонтални стабилизатори су као и крила подупирачима били ослоњени на вертикални стабилизатор. Кормила висине и правца су имала дрвену конструкцију обложену импрегнираним платном. Додатно учвршчивање везе измеђи предњег дела трупа и крила са репом се постигло затезачима од челичних жица.

### Варијанте једрилица
- ВВС-1 Саламандра - Оригинални пројект Ваславa Червински из 1936.
- ИС-А Саламандра  - послератна верзија из 1947. године, направљено 5 комада
- ИС-А Саламандра 48 - верзија из 1948. године, направљено 75 комада
- ИС-А Саламандра 49 - верзија из 1949, са ојачаном конструкцијом, опремљена аеродинамичким кочницама, направљено 93 комада
- ИС-А Саламандра 53 - верзија из 1953, са повећаним хоризонталним стабилизатором, ветробраном и другим побољшањима, направљено 50 комада
- ИС-А Саламандра 53А - извозна верзија за Кину 1956. године, око 50 изграђених, плус продата лиценца
- Червински врабац - једрилица коју је у Канади пројектовао Васлав Червински за De Havilland Canada DHC као избеглица[1].
- Червински Робин  - модификована верзија једрилице Червински врабац направљена у Канади самостално.

Све варијанте једрилице Саламандра произведене у Пољској или у иностранству на основу лиценце су у ствари модификације исте летелице, разлика између њих је углавном у тежини која је настала или повећањем крутости или додатком неког побољшања. Једрилице које је В. Червински пројектовао у Канади иако су конструктивно исте због различитих димензија представљају другачије летелице.

## Карактеристике
Карактеристике наведене овде се односе на једрилицу Саламандра а према изворима
| Карактеристике | ВВС-1 Саламандра | ИС-А Саламандра | Червински Робин |
| -------------- | --- | --- | --- |
| Финеса         | 1 : 15,2 при брзини 56 km/h | 1 : 15,2 при брзини 54 km/h | 1 : 16,4 при брзини 55 km/h |
| Перформансе    | - максимална брзина 150 km/h - минимална брзина 38,5 km/h - макс. брзина аеро вуче km/h - макс. брзина витла km/h - мини. пропадање 0,81 m/s при брзини 48 km/h | - максимална брзина 150 km/h - минимална брзина 43 km/h - макс. брзина аеро вуче km/h - макс. брзина витла km/h - мини. пропадање 0,8 m/s при брзини 48 km/h | - максимална брзина 161 km/h - минимална брзина 41 km/h - макс. брзина аеро вуче 161 km/h - макс. брзина витла 93,8 km/h - мини. пропадање 0,823 m/s при брзини 51,4 km/h |
| Димензије      | - размах крила 12,48m - дужина 6,48m - висина 2,3m - површина крила 16,90m² - аеропрофил крила Gö 372 - виткост 9,20 - макс. оптеречење крила; 11,24 kg/m²      | - размах крила 12,50m - дужина 6,50m - висина 2,3m - површина крила 16,90m² - аеропрофил крила Gö 372 - виткост 9,20 - макс. оптеречење крила; 13,31 kg/m²   | - размах крила 11,35m - дужина 5,8m - висина m - површина крила 15,68m² - аеропрофил крила Sikorski GS 1 - виткост 8,20 - макс. оптеречење крила; 13,65 kg/m²             |
| Маса           | - сопствена 110 kg - полетна 190 kg - водени баланс; нема | - сопствена 140 kg - полетна 225 kg - водени баланс; нема | - сопствена 120 kg - полетна 214 kg - водени баланс; нема |

## Оперативно коришћење
Сам податак да је једрилица Саламандра произведена у преко 500 примерака и да је оперативно коришћена преко 26. година, да се производила у шест а користила у преко 15 земаља говори о њеном квалитету. Колико је само пилота обучених у летењу овом једрилицом вероватно се никада неће сазнати.
У Краљевини Југославији једрилица Саламандра се појавила 1938. године када је на захтев а после анализе групе Девет, Утва купила планове Саламандре и направила 10 примерака ове једрилице. Оне су се интензивно користиле у аеро клубовима све до почетка рата (април 1941. год.), а за време рата им се губи сваки траг.
Након рата Панчевачка Утва је наставила производњу ових једрилица за потребе Ваздухопловног савеза Југославије а коришћене су све до шездесетих година двадесетог века.

## Сачувани примерци
Један примерак једрилице ИС-А Саламандре произведене 1946. године, регистарски број SP-322 се чува у Музеју ваздухопловства у Кракову (пољ. Muzeum Lotnictwa Polskiego w Krakowie). Други примерак је једрилица ВВС-1 "Саламандра" која се чува у Ваздухопловном музеју Финске.

## Земље које су користиле ову једрилицу
| - Пољска - Француска - Краљевина Југославија - ФНР Југославија - СССР - Канада - Кина - Вијетнам | - Бугарска - Мађарска - Финска - Литванија - Естонија - Румунија - НДХ - Трећи рајх |